# PubMed Identifier
Un PMID (PubMed Identifier sau PubMed Unique Identifier) este un număr unic asignat fiecărei citări PubMed de articole de biologie și științe biomedicale. Arhiva Pubmed Central poate și ea asigna un număr separat, PMCID (PubMed Central Identifier), de regulă cu prefixul PMC.
În anul 2005, erau între 15 și 16 milioane de numere PMID în uz, începând cu 1, și în fiecare an se adaugă încă aproximativ câte 1 milion de numere noi.